# Лисимаха
Лисимаха је у грчкој митологији било име више личности.

## Етимологија
Име Лисимаха потиче од грчких речи lýsis = изгубити или избавити и máche = битка.

## Митологија
1. Абантова и Киренина кћерка, удата за Талаја, краља Аргоса. Као њена деца се помињу Адраст, Ерифила, Партенопеј, Аристомах, Мекистеј и Пронакт.[2][3][4]
2. Аполодор помиње и тројанску принцезу са овим именом, Пријамову кћерку.[5]